# Adolf Posselt
Adolf Posselt, celým jménem Adolf Heinrich Posselt (9. května 1844 Jablonec nad Nisou – 13. dubna 1926 Jablonec nad Nisou), byl rakouský a český politik německé národnosti, na přelomu 19. a 20. století poslanec Českého zemského sněmu, dlouholetý starosta Jablonce nad Nisou.

## Biografie
Pocházel z rodiny koželuha. Vystudoval vyšší reálnou školu v Liberci a Novém Bydžově. V letech 1861–1864 se vyučil lesníkem. Od roku 1868 působil v Jablonci jako exportní obchodník. Zapojil se do veřejného a politického života. Od roku 1877 (podle jiného zdroje od roku 1878) zasedal v obecním zastupitelstvu a roku 1881 se stal starostou Jablonce nad Nisou. Funkci zastával trvale až do června roku 1918. Za jeho působení prožil Jablonec značný hospodářský a kulturní rozmach (výstavba městských jatek, lázní, divadla, chudobince a nemocnice, nových školských budov, pořízení námořního parníku Jablonec s výtlakem 8,5 tisíce tun v majetku města atd.). Kromě toho zastával četné další komunální a regionální posty. Od roku 1884 byl členem okresního zastupitelstva a od roku 1887 i okresního výboru. Roku 1894 byl zvolen okresním starostou (ve funkci setrval do roku 1915), přičemž zároveň řídil okresní nemocnici v Jablonci. Byl předsedou kuratoria obchodní školy. V období let 1883–1918 byl okresním školním radou, v letech 1888–1918 správním radou železniční trati z Liberce do Tanvaldu. Působil ve vedení jablonecké městské spořitelny. Patřil k staroliberální straně (takzvaná Ústavní strana), později k Německé pokrokové straně.
V 90. letech 19. století se zapojil i do zemské politiky. V doplňovacích volbách v březnu 1893 byl zvolen do Českého zemského sněmu v městské kurii (obvod Jablonec n. Nisou, Hodkovice, Smržovka, Český Dub). Mandát obhájil v řádných volbách v roce 1895. Uvádí se jako německý liberál (Německá pokroková strana). Opětovně byl zvolen i ve volbách v roce 1901 a volbách v roce 1908.
Města Jablonec nad Nisou a Český Dub mu udělila čestné občanství. Zemřel v dubnu 1926 po krátké nemoci.